# Skaugum

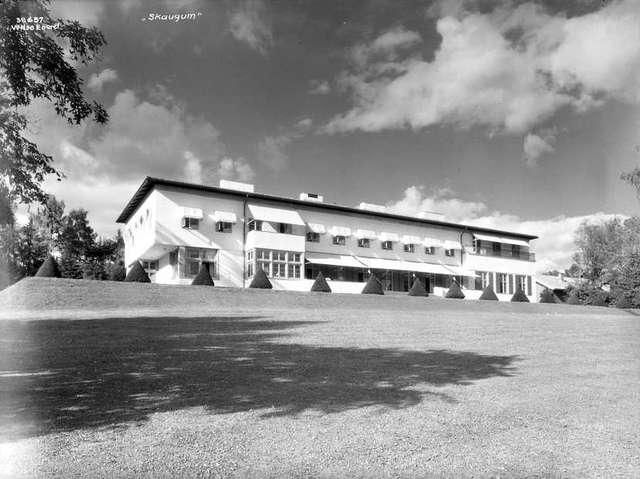
Skaugum 1932
Fotograf: Anders Beer Wilse

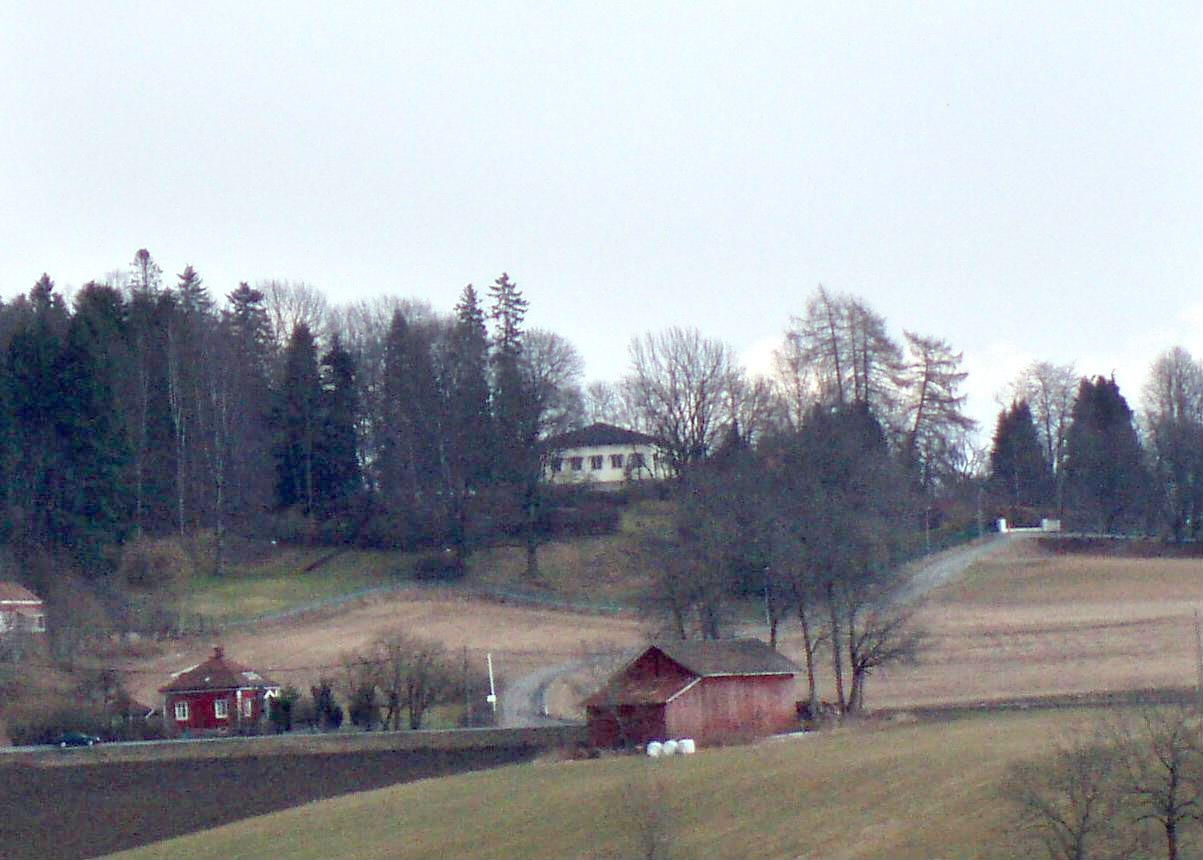
Teilansicht von Gut Skaugum

Skaugum ist die Residenz des norwegischen Kronprinzen in der Kommune Asker etwa 25 Kilometer südwestlich von Oslo. Sie liegt unterhalb des Bergrückens Skaugumsåsen.
Zum Gutshof Skaugum gehören insgesamt 48 Hektar Land, das noch bewirtschaftet wird, und 50 Hektar Wald. Es kann nicht besichtigt werden. Bewacht wird das Anwesen von der Königlichen Garde.
Die Geschichte des Gutshofes Skaugum reicht bis ins Mittelalter zurück. Im Jahre 1929 überführte der Minister Baron Fritz Wedel Jarlsberg das Anwesen in das Privateigentum der norwegischen Königsfamilie, als der damalige Kronprinz Olav Märtha von Schweden heiratete. Als das Haupthaus im Mai 1930 bei einem Brand zerstört wurde, wurde das neue Gebäude vom Architekten Arnstein Arneberg entworfen und 1932 fertiggestellt. Das Erdgeschoss dient repräsentativen Zwecken, während das Kronprinzenpaar in den oberen Räumen wohnt.
Das Anwesen diente im Zweiten Weltkrieg während der deutschen Besetzung
als Wohnung für den Reichskommissar Josef Terboven. Dieser sprengte sich am Tag der bedingungslosen Kapitulation der Wehrmacht am 8. Mai 1945 in seinem Bunker im Garten des Guts selbst in die Luft. Dabei wurde auch die Leiche von Wilhelm Rediess vernichtet, der SS- und Polizeiführer im besetzten Norwegen gewesen war und sich kurz zuvor erschossen hatte.
König Olav V. wohnte bis 1968 auf Skaugum, danach übernahm sein Sohn Harald V. als Kronprinz anlässlich seiner Heirat mit Sonja Haraldsen den Hof. Zurzeit bewohnen Kronprinz Haakon und Kronprinzessin Mette-Marit den Besitz. Sie sind für den Betrieb verantwortlich.